# Теа Таирович
Теа Таирович (на сръбски: Теа Таировић) е сръбска турбофолк певица.

## Детство
Родена е в Нови Сад. От малка изявява своя музикален талант. Завършва гимназията „Светозар Маркович“ в града.

## Музикална кариера
Започва кариерата си през 2014 г., когато представя песента „Да си мој“ в популярното предаване „Звезде Гранда“.
На 23 ноември 2024 година изнася концерт в най-голямата концертна зала на София „Арена 8888 София“.

## Дискография[2]
- Да си мој (2014)
- Карактерна особина (2015)
- Мени одговара (2016)
- Играчица (2017)
- Невоља (2017)
- Откад тебе знам (с Шабан Шаулић, 2017)
- Иду дани (с Римски, 2017)
- Драма (с Менил Велиоки, 2017)
- И у добру и у злу (2017)
- Брат на брата (с Ивана Крунич, 2018)
- Медикамент (с DJ Шоун, 2018)
- Полако (2019)
- Мала (с Тозла, 2019)
- Здраво, довиђења (с Педжа Лондон, 2019)
- Dolce i Gabbana (2019)
- Само мој (с Моника, 2019)
- Близнакиња (2019)